# هليلج بسيط
هليلج بسيط (الاسم العلمي:Terminalia modesta) هو نوع من النباتات يتبع جنس الهليلج من الفصيلة القمبريطية.